# Tomas Ulrich
Tomas Ulrich (Columbus (Ohio), 1958) is een Amerikaanse cellist en componist.

## Biografie
Tomas Ulrich kreeg aanvankelijk een klassieke opleiding en studeerde aan de Boston University en de Manhattan School of Music. Tijdens de jaren 1990 werkte hij mee aan strijkprojecten van Gary Smulyan, Joey Calderazzo en Kenny Drew jr., Mark Whitecage (Caged No More, 1996), Ivo Perelman, Lou Grassi (Neo Neo, 1999), Kevin Norton (Knots, 1997), Steve Swell (Flurries Warm and Color, 1999) en Dominic Duvals Quartet met Ron Lawrence (viola), Gregor Hübner (viool), met wie de albums The Navigator voor Leo Records en The State of the Art voor CIMP (1997) zijn gemaakt. Tomas Ulrich was ook cellist op Rebecca Pidgeons album Four Marys (Chesky Records, 1998).
Ulrich is ook lid van het Diller-Quaile String Quartet, met wie hij in mei 1996 zijn Quintet for Trumpet and Strings uitvoerde, waarin Herb Robertson gastsolist was. Ulrich speelde ook met muzikanten als Anthony Davis, Joe Lovano, Gerry Hemingway, Derek Bailey, Anthony Braxton, Herb Robertson, Ben Allison, Uri Caine, Dave Douglas, Mark Feldman, Jason Hwang, Joëlle Léandre, Ursel Schlicht en Ken Filiano en is lid van Hans Tammens Third Eye Orchestra. Met Tim Sund en Tom Christensen vormt hij het Kailash Trio, dat voor het eerst in Duitsland te horen was tijdens de Dresden Days of Contemporary Music in 2007. Ulrich schreef ook muziek voor theater-, film- en instrumentale groepen en trad ook op in Europa, Japan, Zuid-Amerika en Canada.
- Bibliothèque nationale de France: cb14234881p (data)
- Gemeinsame Normdatei: 135006252
- International Standard Name Identifier: 0000 0000 7881 4072
- Library of Congress Control Number: n2003078010
- MusicBrainz: 26df2af1-effd-4178-99a1-2a2233b6e232
- Virtual International Authority File: 63386236
- WorldCat: E39PBJjhBqt4MmjCyFDPHfX68C